# Seldalsfjall (berg i Island, Norðurland eystra)
Seldalsfjall är ett berg i republiken Island. Det ligger i regionen Norðurland eystra, 210 km nordost om huvudstaden Reykjavík. Toppen på Seldalsfjall är 955 meter över havet.
Trakten runt Seldalsfjall är nära nog obefolkad, med mindre än två invånare per kvadratkilometer. Det finns inga samhällen i närheten. Trakten runt Seldalsfjall är permanent täckt av is och snö.